# (4130) Ramanujan
(4130) Ramanujan es un asteroide perteneciente al cinturón de asteroides, descubierto el 17 de febrero de 1988 por Rajgopalan Rajamohan desde el Observatorio Vainu Bappu, Kavalur, India.

## Designación y nombre
Designado provisionalmente como 1988 DQ1. Fue nombrado Ramanujan en honor al matemático hindú Srinivasa Aiyangar Ramanujan.